# Charles Humphrey
Charles Humphrey (* 14. Februar 1792 in Little Britain, New York; † 17. April 1850 in Albany, New York) war ein US-amerikanischer Jurist und Politiker. Zwischen 1825 und 1827 vertrat er den Bundesstaat New York im US-Repräsentantenhaus.

## Werdegang
Charles Humphrey wurde ungefähr neun Jahre nach dem Ende des Unabhängigkeitskrieges im Orange County geboren. In seiner Kindheit zog die Familie nach Newburgh, wo er die Newburgh Academy besuchte. Humphrey begann mit seinem Jurastudium, unterbrach es allerdings nach dem Ausbruch des Britisch-Amerikanischen Krieges und verpflichtete sich in der US-Army. Zu Beginn bekleidete er den Dienstgrad eines First Sergeant in der 5. Newburgh Company. Am 15. August 1813 ernannte man ihn zum Captain im 41. Regiment der United States Infantry. Nach dem Ende des Krieges nahm er wieder sein Jurastudium auf. Am 11. Januar 1816 erhielt er seine Zulassung als Anwalt in Newburgh. 1818 zog er nach Ithaca, wo er als Anwalt praktizierte.
Als Folge einer Zersplitterung der Demokratisch-Republikanischen Partei vor und während der Präsidentschaft von John Quincy Adams (1825–1829) schloss er sich der Adams-Fraktion an. Bei den Kongresswahlen des Jahres 1824 für den 19. Kongress wurde Humphrey im 25. Wahlbezirk von New York in das US-Repräsentantenhaus in Washington, D.C. gewählt, wo er am 4. März 1825 die Nachfolge von Samuel Lawrence antrat. Er schied nach dem 3. März 1827 aus dem Kongress aus.
Danach war er 1828 und 1829 Präsident in der Village von Ithaca. Man wählte ihn zum Vormundschafts- und Nachlassrichter im Tompkins County – ein Posten, den er vom 4. März 1831 bis zum 8. Januar 1834 innehatte. Er saß dann zwischen 1834 und 1836 sowie im Jahr 1842 in der New York State Assembly. Während dieser Zeit war er 1835 und 1836 dort Speaker. 1843 wurde er zum Clerk am New York Supreme Court ernannt. Humphrey bekleidete den Posten bis 1847. Er verstarb am 17. April 1850 in Albany und wurde dann auf dem Stadtfriedhof von Ithaca beigesetzt.